# رغل زحلاوي
رغل زحلاوي (الاسم العلمي: Atriplex zahlensis) هي نوع نباتي يتبع جنس الرغل من الفصيلة القطيفية.  